# Alberto Stegman
Alberto Stegman (Buenos Aires, Argentina, 1 de febrero de 1994) es un futbolista argentino. Juega de defensa y actualmente esta sin club.

## Trayectoria

### Tigre
Debutó en Tigre el 16 de septiembre del 2015 en la derrota 1-0 contra Huracán por la Copa Sudamericana.

## Clubes
| Club                    | País      | Año         |
| ----------------------- | --------- | ----------- |
| Tigre                   | Argentina | 2015 - 2016 |
| Brown de Adrogué        | Argentina | 2016 - 2019 |
| Tigre                   | Argentina | 2019        |
| Brown de Adrogué        | Argentina | 2019 - 2022 |
| Club Atlético San Telmo | Argentina | 2022 - 2023 |